# Análisis de causa raíz

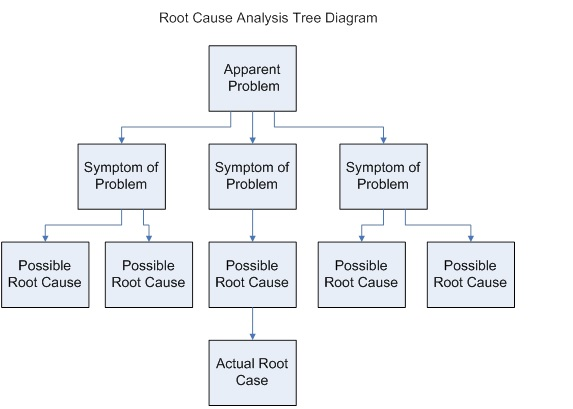
Diagrama de árbol que ilustra que la causa raíz a menudo no es evidente hasta que pregunta por qué varias veces.

Análisis de Causa Raíz  (ACR o RCA en sus siglas en inglés) es un método para la resolución de problemas que intenta evitar la recurrencia de un problema o defecto a través de identificar sus causas.
Existen varias medidas efectivas (métodos) que abordan las causas raíz de un problema, Por lo tanto ACR es un proceso reiterativo y una herramienta para la mejora continua.
Esta metodología es usada normalmente en forma reactiva para identificar la causa de un evento, para revelar problemas y resolverlos. El análisis se realiza después de ocurrido el evento. Con un buen entendimiento de los ACR permite que la metodología sea preventiva y pronosticar eventos probables antes de que sucedan. 
El análisis de causa raíz no es una metodología simple y definida; hay muchas herramientas, procesos y filosofías a la hora de realizar un ACR. Sin embargo, existen varios abordajes de amplia definición o corrientes que pueden identificarse por su tratamiento sencillo o su campo de origen: basados en la seguridad, basados en la producción, basados en los procesos, basados en las fallas, y basados en los sistemas.
- ACR basados en la seguridad provienen del campo de los accidentes y de la seguridad y salud laboral
- ACR basados en la producción se origina en los campos del control de calidad para la manufactura industrial.
- ACR basados en los procesos es una variación de los ACR basados en la producción, pero con un alcance que se expandió para incluir a los procesos de los negocios.
- ACR basados en las fallas surge de las prácticas del análisis de fallas como se emplea en la ingeniería y mantenimiento.
- ACR basados en los sistemas es el resultado de la mezcla de corrientes anteriores, en conjunto a ideas tomadas de campos como gestión de cambios, gestión de riesgos y análisis de sistemas.

A pesar de los distintos abordajes entre las distintas corrientes del análisis de causa raíz, todos tienen algunos principios en común. Lo que permite definir procesos generales para realizar un ACR.

## Principios generales del análisis de causa raíz
1. El objetivo primario del ACR es identificar los factores que resultaron en la naturaleza, la magnitud, la ubicación, el momento (las consecuencias) de un evento o más para poder identificar comportamientos, acciones, inacciones o condiciones necesarias que cambien. De esa manera prevenir la reiteración de eventos dañinos similares y poder identificar las lecciones a aprender para promover el logro de mejores consecuencias. (Se define el "éxito" como la certeza casi absoluta de la prevención de la reiteración de un evento.)
2. Para ser efectivo, un ACR debe realizarse en forma sistemática, por lo general como parte de cualquier investigación, con conclusiones y causas raíces que sean comprobadas por medio de evidencia documentada.
3. Puede haber más de una causa raíz por evento o problema, la dificultad se encuentra en demostrar la persistencia y mantener el esfuerzo para resolverlos.
4. El propósito de identificar todas las soluciones a un problema es prevenir la reaparición al menor costo, de la manera más simple. Si existen alternativas que son igualmente efectivas, siempre se elegirá la del menor costo.
5. Las causas raíces identificadas van a depender de la manera en que se defina el problema o el evento. Se requiere una efectiva declaración del problema, así también como una efectiva descripción del evento.
6. Para ser efectivo, el análisis debe establecer la secuencia de eventos o línea del tiempo para entender las relaciones entre los factores contribuyentes (causales), la causa raíz y el problema o evento definido.
7. El análisis de causa raíz ayuda a transformar una cultura reactiva (que actúa en consecuencia a problemas) a una cultura proactiva que resuelve problemas antes de que ocurran o escalen a problemas mayores. Además, reduce la frecuencia en que ocurren los problemas.
8. Los ACR pueden ser recibidos como una amenaza en varias culturas y ambientes. Un cambio de cultura siempre encuentra resistencias. En casos así, se debe trabajar en brindar soporte constante de la gestión de ACR para lograr efectividad y éxito, así también como utilizar políticas no punitivas al encontrar problemas.

## Proceso general para realizar y documentar un análisis de causa raíz de una acción correctiva[1]
El ACR (en los pasos 3, 4 y 5) representa la parte más crítica de una acción correctiva, ya que dirige la acción correctiva a la verdadera raíz del problema. Reconocer la causa raíz es secundario al objetivo de la prevención (no es el fin en sí mismo), pero si no se sabe la causa raíz, no será posible determinar la efectividad de la acción correctiva para el problema detectado
1. Definir el problema o describir el evento con hechos. Incluir atributos cuantitativos y cualitativos de la consecuencia. Esto es especificar la naturaleza, la magnitud, la ubicación y el momento del hecho.
2. Recolectar datos y evidencia, ordenarla en una línea de tiempo hasta el momento de la falla/crisis. Para cada comportamiento, condición, acción e inacción aclarar en la línea de tiempo qué debería haberse hecho cuando difiera de lo que se hizo.
3. Preguntarse el porqué e identificar las causas asociadas con cada paso en la secuencia hacia el problema. El porqué se refiere a ¿Cuáles son los factores que contribuyeron directamente con el problema?
4. Clasificar las causas en factores causales que llevan al problema y aquellos que si fueran eliminados lograrían interrumpir los pasos hacia el problema.
5. Identificar los demás factores perjudiciales que puedan también ser consideradas causas raíces. Si existen múltiples causas, que es lo que suele suceder, detectarlas para accionar sobre ellas en el futuro.
6. Identificar acciones correctivas que puedan prevenir la reiteración del efecto dañino, incluyendo las consecuencias y factores. Verificar que cada acción correctiva, si es implementada antes del evento, logrará reducir o prevenir el problema.
7. Identificar soluciones, cuando efectivas y con el consenso del grupo, prevengan la reiteración, se mantengan dentro del control de la institución, cumpla con los objetivos y no derive en otros problemas.
8. Implementar correcciones a la causa raíz recomendada.
9. Asegurar la efectividad observando las recomendaciones de soluciones ya implementadas.
10. Identificar otras metodologías para resolver problemas y evitarlos.
11. Identificar y abordar las otras instancias de cada consecuencia y factor perjudicial.
12. Tener una documentación de todo lo realizado para futuras fallas.